# Tiro ai XIII Giochi del Mediterraneo
Le competizioni relative al tiro ai XIII Giochi del Mediterraneo si sono svolte in due comuni differenti. Le gare di tiro a segno e di tiro con l'arco si sono svolte a Bari, ma in due luoghi differenti: infatti, le gare di tiro a segno si sono svolte presso il Poligono di Tiro Scuola Allievi Guardia di Finanza di Bari Palese e quelle di tiro con l'arco si sono svolte al Campo Scuola Bellavista, mentre le gare di tiro a volo si sono svolte a Fasano presso il Campo di tiro Signora pulita.
Da notare che il tiro a volo in quest'edizione dei giochi non è stato inserito nel programma di gare femminile. L'Italia si è ben comportata, soprattutto nel tiro a volo, dove ha fatto bottino pieno vincendo tutte e tre le gare in programma.
Le specialità maschili del tiro a segno inserite nel programma di quest'edizione dei giochi sono:
- Pistola (50 m)
- Pistola veloce (25 m)
- Pistola aria compressa (10 m)
- Carabina 3 posizioni (50 m)
- Carabina a terra (50 m)
- Carabina aria compressa (10 m)

Le specialità femminili sono:
- Pistola (25 m)
- Pistola aria compressa (10 m)
- Carabina 3 posizioni (50 m)
- Carabina aria compressa (10 m)

Le specialità del tiro a volo sono:
- Fossa Olimpica (maschile)
- Skeet (maschile)
- Double Trap (maschile)

Le specialità del tiro con l'arco sono:
- Individuale (maschile e femminile)
- Squadre (maschile)

## Risultati

### Uomini
| Evento             | Oro                                                      | Perform. | Argento                                               | Perform. | Bronzo                                             | Perform. |
| Carabina           |                                                          |          |                                                       |          |                                                    |          |
| 10m aria compressa | Rajmond Debevec                                          | 698.1    | Marco De Nicolo                                       | 693.2    | Nicolas Joseph Fel Berthelot                       | 691.0    |
| 50m 3 posizioni    | Nemanja Mirosavljev                                      | 1266.4   | Nedzad Fazlija                                        | 1253.3   | Rajmond Debevec                                    | 1252.4   |
| 50m a terra        | Michel Georges Bury                                      | 701.3    | Steven Pletikosic                                     | 699.2    | Pascal Bessy                                       | 698.5    |
| Pistola            |                                                          |          |                                                       |          |                                                    |          |
| 10m aria compressa | Roberto Di Donna                                         | 685.6    | Franck Dumoulin                                       | 680.7    | Vigilio Fait                                       | 676.8    |
| 50m                | Roberto Di Donna                                         | 658.3    | Vigilio Fait                                          | 653.6    | Franck Dumoulin                                    | 650.3    |
| 25m veloce         | Roman Spirelja                                           | 674.1    | Sasa Spirelja                                         | 672.7    | Tomas Cambeses Alonso                              | 668.9    |
| Tiro a volo        |                                                          |          |                                                       |          |                                                    |          |
| Fossa olimpica     | Giovanni Pellielo                                        | 146      | Pedro Martin Fariza                                   | 137      | Andraz Lipolt                                      | 134      |
| Double Trap        | Daniele Di Spigno                                        | 187      | Albano Pera                                           | 186      | Sergio Pinero Garces                               | 177      |
| Skeet              | Andrea Benelli                                           | 146      | Javier Segrera Roses                                  | 145      | Ennio Falco                                        | 143      |
| Tiro con l'arco    |                                                          |          |                                                       |          |                                                    |          |
| Individuale        | Guillaume Duborper                                       |          | Sébastien Flute                                       |          | Lionel Torres                                      |          |
| Squadre            | Francia Guillaume Duborper Lionel Torres Sébastien Flute |          | Italia Matteo Bisiani Giuseppe Guidotti Ilario Di Buò |          | Slovenia Peter Koprivnikar Mitja Burja Samo Medved |          |

### Donne
| Evento             | Oro                     | Perform. | Argento                    | Perform. | Bronzo             | Perform. |
| Carabina           |                         |          |                            |          |                    |          |
| 10m aria compressa | Maria Antolin Fernandez | 495.8    | Cristina Antolin Fernandez | 493.6    | Mladenka Malenica  | 493.3    |
| 50m 3 posizioni    | Suzana Skoko            | 672.9    | Marijana Fric              | 671.0    | Mlandenka Malenica | 670.6    |
| Pistola            |                         |          |                            |          |                    |          |
| 10m aria compressa | Maria Pilar Fernandez   | 479.1    | Michela Suppo              | 475.4    | Jasna Šekarić      | 474.8    |
| 25m                | Jasna Šekarić           | 685.2    | Maria Pilar Fernandez      | 680.9    | Stefanie Tirode    | 679.3    |
| Tiro con l'arco    |                         |          |                            |          |                    |          |
| Individuale        | Natalia Nasaridze       |          | Giovanna Aldegani          |          | Severine Bonal     |          |

## Medagliere
| Posizione | Paese                |    |    |    | Totale |
| --------- | -------------------- | -- | -- | -- | ------ |
| 1         | Italia               | 5  | 6  | 2  | 13     |
| 2         | Francia              | 3  | 2  | 6  | 11     |
| 3         | Spagna               | 2  | 4  | 2  | 8      |
| 4         | Jugoslavia           | 2  | 1  | 1  | 4      |
| 5         | Croazia              | 2  | 1  | 3  | 6      |
| 6         | Slovenia             | 1  | 0  | 3  | 4      |
| 6         | Turchia              | 1  | 0  | 0  | 1      |
| 6         | Bosnia ed Erzegovina | 0  | 1  | 0  | 1      |
| Totale    | Totale               | 16 | 16 | 16 | 48     |